# Autoportret (Goya, 1783)
Autoportret (hiszp. Autorretrato) – obraz olejny hiszpańskiego malarza Francisca Goi.
Podczas swojego długiego życia Goya wykonał wiele autoportretów – przynajmniej piętnaście jest uznawanych za autorskie, w sumie jest ich ponad trzydzieści. Używał różnych technik: malarstwa, grawerstwa i rysunku. Przedstawiał się także na różne sposoby, np. klasycznie przed sztalugami z atrybutami malarza: Autoportret w pracowni i na wzór Velázqueza i jego Panien dworskich ze swoimi ważnymi klientami: Rodzina Karola IV, Rodzina infanta don Luisa czy Hrabia Floridablanca. Pojawia się także w scenie religijnej Kazanie świętego Bernardyna ze Sieny przed Alfonsem Aragońskim, rodzajowej La novillada (Walka młodych byków), na rysunku ze swoją muzą księżną Albą czy na Autoportrecie z doktorem Arrietą namalowanym jako wotum dziękczynne. Istnieje również kilka podobizn Goi wykonanych przez innych artystów, m.in. przez Vicentego Lópeza (Portret Goi w wieku osiemdziesięciu lat).
Autoportret przedstawia Goyę podczas pracy przy sztalugach. Obraz pochodzi z ok. 1783; w tym okresie Goya pracował na królewskim dworze zajmując się głównie malowaniem „kartonów do tapiserii” dla Królewskiej Manufaktury Tapiserii Santa Bárbara. W tym samym roku hrabia Floridablanca, pierwszy minister Karola III zamówił u niego swój portret, nadając tempa karierze malarza jako portrecisty. Na swoim autoportrecie Goya spogląda na widza wnikliwym spojrzeniem i emanuje pewnością siebie.